# 集村
集村（しゅうそん、英語: nucleated settlement agglomerated settlement、clustered village）は、住居がある場所に集中する村落形態である。散村の対義語として用いられ、散村に比べて住宅が密集して並んでいる。ただし、「どれほどの密度で集中している村落をもって集村とするか」ということに関する定義はない。日本をはじめ、地球上の至るところで見られる。
集村の形成要因はいくつかあるが、人は孤独で生活ができないという考えから相互扶助のために集住したのが主因となる。

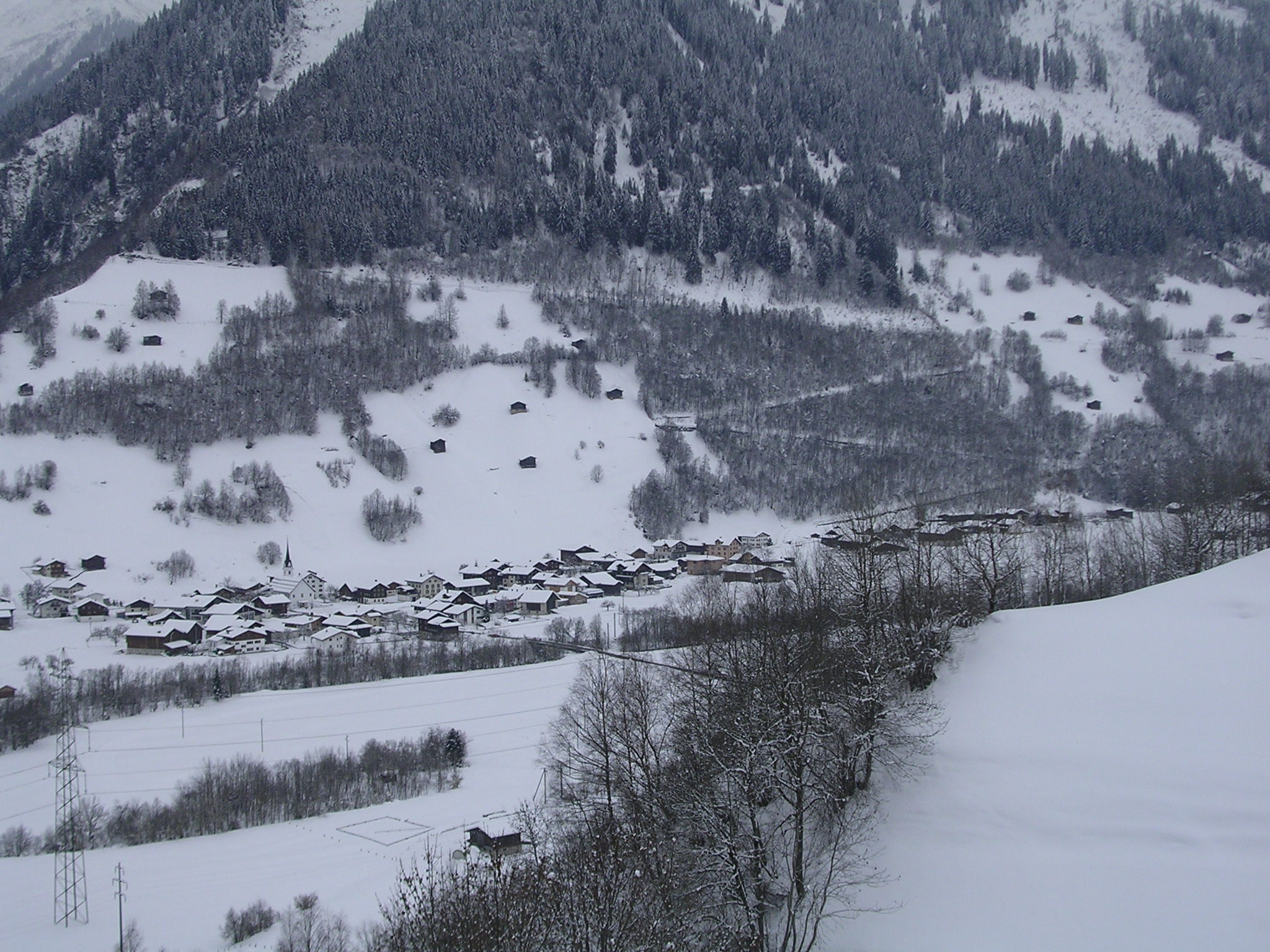
ドイツの列村

## 分布と要因
平坦な地形上
村落の生業である農業が容易に行えることから形成されやすい。
水の得られる場所
農業のみならず、人間活動に欠かせない水が得られる場所には集住する傾向がある。山麓や井戸、砂漠の中のオアシスなど。ただし、水が豊富かつどこでも得られる場所では散村が形成されることもある。
交通の便利な場所
街道や水路が発達する場所には集村ができやすい。村落の内外から来る客を目当てとして商業機能が成立することもある。
防災に適している場所
自然災害や外敵からの防御、 緊急時の相互扶助のために形成される。
氏族・家族・共同体の強い結び付き
血縁・地縁関係の強い場所では集住する傾向がある。

## 種類
集村は住宅密集度の大小、民族・地形・交通などの諸因子によりさまざまな形態をとる。ここでは、それらを解説する。

### 塊村
塊村（かいそん、英語: irregular clustered village、ドイツ語: das Haufendorf）は、自然発生的な村落の最も一般的な形態である。「団村」とも言う。家屋が不規則に集まり、塊状に並んでいる。
山・丘・台地の末端や河岸段丘上などの狭い空間で水が得られる場所や、街道の交差点などに成立する。ヨーロッパではドイツ・北フランス・グレートブリテン島低地・南ヨーロッパ各地で、日本では全国的に広く分布するが近畿地方や北陸地方で卓越している。特に南欧諸国ではローマ帝国時代にマラリアや戦乱を避けるために大規模な塊村が丘の上に造られた。

### 列村
列村（れつそん、ドイツ語: das Reihendorf）は宅地が地形や運河・道路に沿って細長く連なる村落形態。狭義には自然堤防・火山の山麓線などの線状の地形上に形成された村落のみを指す。列状村落とも称し、計画的に開拓された村落に多く見られる。
列村は村落で行われる産業などの性格により、以下のように細分される。

#### 路村
道路に沿って、道の両側に住居が立ち並ぶ村落を路村（ろそん、ドイツ語: das Wegedorf）という。街村のように商業が発達しておらず、住居の密度はやや低く、道路への依存は低い。日本では埼玉県の三富新田が例として知られるように、江戸時代に開発された新田集落に多い。
特に、2本以上の平行した道路沿いに路村が成立するものを複路村（ふくろそん、ドイツ語: das Doppelwegedorf）、網目状の街路に沿ったものを網状路村（もうじょうろそん、ドイツ語: das Netzwegedorf）、碁盤の目状の街路に沿ったものを格子型路村（こうしがたろそん、ドイツ語: das Gitterwegedorf）と言う。

#### 街村
道路への依存度が高く、より家屋の密集度が高く、商店や宿泊施設を持つ村落を街村（がいそん、ドイツ語: das Straßendorf）という。市場町・宿場町・門前町のように、後に地方都市に成長したものも多い。東京商科大学（現一橋大学）教授の佐藤弘によると、北日本に多く、主要街路沿いか山地と海岸の中間に多く分布するという。
平面形態は街村も路村も非常に類似しているため、地形図から両者の見分けを付けるのは困難である。

#### 林地村
林地村（りんちそん、ドイツ語: das Waldhufendorf）は、中世にドイツ南部やポーランドの丘陵・台地で形成された村落。林地持分村・林隙村ともいう。
土地割の規則正しさが特徴で、道路・家屋・耕地または牧草地・森林の順に短冊形に並ぶ。中世の修道院や封建領主の指揮により造られたものが多い。1戸あたりの区画面積は10 - 20haほどである。

### 広場村
広場村（ひろばそん、英語: green village、ドイツ語: das Platzdorf）は、中心に広場を持つ村落である。ドイツの地理学者マルティーニ (R. Martiny) が命名した。広場は方形や円形などいくつか形の種類があり、牧場として利用される村の共有地である。しかし、防御の必要性が薄れると市場が開かれ、教会が建てられるなど村人の生活の場として活用されるようになった。ヨーロッパで見られる。

#### 円村
広場村のうち、中央の広場が正円あるいは楕円形のものを円村（えんそん、英語: round village、ドイツ語: das Runddorf）・環村（かんそん）という。エルベ川以東の旧東ドイツやポーランドのスラブ系民族の村に多い。中央の広場を家屋が円形に取り囲んで立ち並ぶ。
上記の通りスラブ系民族の集落に多いため、従来スラブ系特有の村落形態とされてきたが、ミールケ (R. Mielke) の研究によりデンマークやスウェーデンなどスラブ系住民の居住していない村でも古くからあることが明らかにされ、家畜の盗難を防ぐために作られた、と考えられている。

### 沼沢地村落
沼沢地村落（しょうたくちそんらく、ドイツ語: das Marschhufendorf）は沼沢地特有の村落形態である。沼の氾濫を避けるため堤防を築き、その内側に集住することで形成される。湿地持分村ともいう。
起源は10世紀のオランダと見られ、ヨーロッパにはオランダ人移民によって普及したと考えられている。北ドイツ、オランダのポルダー、中国の長江デルタなどで見られる。日本では木曽三川下流の輪中集落、利根川下流の水郷地帯、筑後平野南部の村落を沼沢地村落と考えて良い。

## 集村化
村落が社会・経済の変化や政策によって規模が拡大することを集村化という。アルプス山脈以北ではフランク王国時代に荘園制の発達により集村化が見られたが15世紀以降は散村化に転じている。日本では南北朝時代から室町時代にかけて郷村制、検地、自衛の必要性拡大、親族関係の変化などを理由として集村化が進行した。